# Gauche... Droite
Série Donald Duck
Pour plus de détails, voir Fiche technique et Distribution.
Gauche... Droite (Fall Out, Fall In) est un court métrage d'animation américain de la série des Donald Duck, sorti le 23 avril 1943 réalisé par les studios Disney.

## Synopsis
Donald Duck durant une longue marche d'entraînement, a le temps de penser. Il arrive fatigué à leur lieu de campement. Il doit monter lui-même sa tente mais n'y parvient qu'à la tombée de la nuit. La nuit de Donald est difficile en raison des ronflements de ses compagnons d'armes. Il ne parvient à s'endormir qu'au moment de la sonnerie du matin.

## Fiche technique
- Titre original : Fall Out, Fall In
- Titre français : Gauche... Droite[1]
- Série : Donald Duck
- Réalisateur : Jack King
- Animateur : Paul Allen, Hal King, Ray Patterson, Judge Whitaker
- Voix : Clarence Nash (Donald)
- Producteur : Walt Disney
- Musique : Paul J. Smith
- Société de production : Walt Disney Productions
- Distributeur : RKO Radio Pictures
- Date de sortie : 23 avril 1943
- Format d'image : Couleur (Technicolor)
- Son : Mono (RCA Sound System)
- Durée : 7 min
- Langue : (en)
- Pays :  États-Unis

## Voix françaises
- Sylvain Caruso : Donald Duck
- Michel Vocoret : un soldat militaire

## Commentaires
Dans ce film, Donald est à nouveau confronté à la guerre en raison de la Seconde Guerre mondiale.

## Titre en différentes langues
D'après IMDb :
- Suède :  Kalle Anka som soldat